# رایان کمپل-گوردون
رایان کمپل-گوردون (انگلیسی: Ryan Campbell-Gordon؛ زادهٔ ۲ مهٔ ۲۰۰۱) بازیکن فوتبال اهل بریتانیا است.
از باشگاه‌هایی که در آن بازی کرده‌است می‌توان به باشگاه فوتبال پورت ویل اشاره کرد.